# Mehdi Boundjema
Pas d'image ? Cliquez ici

a Compétitions nationales et continentales officielles uniquement.

b Matchs officiels uniquement.
Dernière mise à jour le 1 août 2024.
Mehdi Boundjema (en arabe : مهدي بوندجمه), né le 7 juin 1990 à Annonay, est un joueur international algérien de rugby à XV qui évolue au poste de talonneur.

## Biographie

### Carrière en club
Mehdi Boundjema né le 7 juin 1990 à Annonay, commence le rugby à l'âge de neuf ans au Valence sportif, avant d'intégrer en 2007 le FC Grenoble pour parfaire sa formation.
Le 12 mai 2012, il fait ses débuts en pro lors du match de Pro D2 face à Oyonnax.
Après cinq saisons passé au FC Grenoble, à l'intersaison 2012, il signe pour deux saisons à la Section paloise en Pro D2. Lors de la saison 2012-2013, il se révèle, jouant vingt matchs, dont la finale d'accession contre le CA Brive. En février 2014, il prolonge son contrat avec le club béarnais et paraphe un contrat d'un an, assorti d'une saison supplémentaire.
Lors de la saison 2014-2015, il participe activement à la remontée du club en Top 14 avec un titre de champion de France de Pro D2.
Le 5 septembre 2015, il dispute son premier match de Top 14 avec les palois, contre le FC Grenoble.
Le 18 mars 2017, il prend la direction de l'Aude où il signe un contrat de deux ans avec le RC Narbonne en Pro D2.
Le 25 février 2018, il signe au Soyaux Angoulême XV en Pro D2, en tant que joker médical.
Début juillet 2020, il signe un contrat d'une durée de deux ans avec le Sporting club albigeois en Nationale.
Pour la saison 2021-2022, il signe un contrat d'une durée de deux ans avec le Valence Romans DR en Nationale.
En 2023 il fait son retour au RC Narbonne où il passe deux saisons avant de quitter le club.

### Carrière internationale
Mehdi Boundjema a honoré sa première cape internationale avec l'équipe d'Algérie le 19 mars 2022 lors d'un test-match contre la Côte d'Ivoire, à Toulouse en France. Le XV aux deux Lions s'impose 37 à 13.
Il est rappelé à l'intersaison 2022 par la sélection algérienne afin de disputer la phase finale de la Coupe d'Afrique, faisant office de tournoi qualificatif de la zone Afrique pour la Coupe du monde 2023.
Le 2 juillet 2022, il rentre à la 62e minute de jeu à la place de Issam Hamel et inscrit son premier essai international contre le Sénégal pour le premier match des phases finales de la Coupe d'Afrique, à Aix-en-Provence en France, victoire de l'Algérie 35 à 12.
Il entre de nouveau en jeu pour de la demi-finale contre le Kenya le 6 juillet 2022, défaite 36 à 33,,.
Le 10 juillet, il est titulaire contre le Zimbabwe pour le match pour la troisième place, victoire 20 à 12,.
Pour sa première participation à la Coupe d'Afrique, l'Algérie termine troisième.

## Statistiques en équipe nationale
- International algérien : 5 sélections depuis 2022.
- Sélections par année : 4 en 2022 et 1 en 2024.

## Palmarès
- Championnat de France de 2e division :
  - Champion (2) : En 2012 avec le FC Grenoble et en 2015 avec la Section paloise.